# Emil Pott
Emil Pott (* 27. August 1851 in Oldenburg; † 22. Mai 1913 am Wendelstein) war ein deutscher Tierzuchtwissenschaftler.

## Leben und Wirken
Emil Pott, Sohn eines Hofkapellmeisters, besuchte die Realschule in Graz, erlernte auf einem Betrieb in Niederösterreich die praktische Landwirtschaft und studierte seit 1871 an der Landwirtschaftlichen Akademie in Proskau. 1873 wechselte er an die Universität Göttingen. 1874 wurde er dort mit der Dissertation „Über Neubildung und Individualpotenz“ zum Dr. phil. promoviert. Anschließend war er für 18 Monate als wissenschaftlicher Assistent bei Ewald Wollny an der landwirtschaftlichen Abteilung der Technischen Hochschule München tätig. Ab Ende 1876 beschäftigte er sich auch mit dem Anbau von Hopfen. Er wurde Mitredakteur der „Allgemeinen Brauer- und Hopfenzeitung“. Von 1877 bis 1890 war er Präsident des „Deutschen Hopfenbauvereins“. Er veröffentlichte zahlreiche Beiträge zum Hopfenanbau und 1883 eine kleine Schrift über die Kultur der Braugerste.
1879 erhielt Emil Pott an der landwirtschaftlichen Abteilung der Technischen Hochschule München die Venia legendi für Pflanzen- und Tierproduktionslehre. Seit 1890 führte er den Titel eines außerordentlichen Professors. 1904 wurde er an dieser Hochschule zum ordentlichen Professor für Tierzuchtlehre ernannt. Die Schwerpunkte seiner gesamten Lehr- und Forschungstätigkeit lagen auf den Gebieten der Tierzucht, Tierernährung und Futtermittelkunde.
Emil Pott hat es meisterhaft verstanden, die Ergebnisse der Forschung anschaulich und gemeinverständlich darzustellen. Viele Abhandlungen erschienen in landwirtschaftlichen Kalendern und in Sammelwerken. Sein umfangreichstes Werk ist das 1889 erschienene Handbuch „Die landwirtschaftlichen Futtermittel“, das als dreibändige Ausgabe (1904, 1907, 1909) eine zweite Auflage erlebte. Am bekanntesten in der Fachwelt wurde er mit seinem Buch Der Formalismus in der landwirtschaftlichen Tierzucht von 1899. In dieser „Kampfschrift“ trat er temperamentvoll dafür ein, Tierzucht nach Leistung zu beurteilen und staatliche Leistungsprüfungen bei Rindern, Schafen und Schweinen einzuführen. Trotz massiver Angriffe von traditionellen Tierzüchtern hat dieses Buch erheblich dazu beigetragen, fortan die Aufgaben der landwirtschaftlichen Tierzucht sachgerechter zu bewerten.
Pott'sches System
Als Liebhaber der alpinen Bergwelt gehörte Emil Pott zu den engagiertesten Mitgliedern des Deutschen und Österreichischen Alpenvereins. Mit naturbegeisterten Aufsätzen hat er die alpine Touristik nachhaltig gefördert. Aber auch zur Verproviantierung von schwach ausgelasteten Schutzhütten leistete er ab 1892 wichtige Beiträge; nach ihm wurde das System Pott oder Pott'sche System benannt. Als Sohn eines Musikers war er auch musikalisch begabt und ein geschätzter Gast in Münchner Musik- und Künstlerkreisen. Außerdem war er Ehrenmitglied der internationalen Stiftung des Mozarteums in Salzburg.

## Bücher und Schriften
- Die Biertreber als Futtermittel und deren Conservirung. Für Bierbrauer und Landwirthe. Verlag Theodor Ackermann, München, 1882.
- Die Braugerste. Verlag Theodor Ackermann, München, 1883.
- Die landwirtschaftlichen Futtermittel. Handbuch für Tierzüchter und Tierhalter. Verlag Paul Parey, Berlin, 1889. Zweite, neubearbeitete Auflage unter dem Titel Handbuch der tierischen Ernährung und der landwirtschaftlichen Futtermittel. Für Landwirte und Zootechniker. Ebd. Bd. 1, 1904; Bd. 2, 1907; Bd. 3, 1909.
- Der Distanzritt und die Pferdezucht. Verlag Bassermann, München, 1893.
- Zur Verproviantierung unserer Schutzhütten. In: Mitteilungen des Deutschen und Österreichischen Alpenvereins. Bd. 19 (1893), Nr. 5, S. 59–61; Nr. 6, S. 71–74 (Digitalisat in: austrian literature online – alo)
- Unsere Ernährungs-Chemie. Ein Beitrag zur Futter- und Nahrungsmittellehre. Verlag Theodor Ackermann, München, 1895.
- Der Formalismus in der landwirtschaftlichen Tierzucht. Verlag Eugen Ulmer, Stuttgart, 1899.
- Landwirtschaftliche Hefte Nr. 6: Die Bedeutung des Schafes für die Land- und Volkswirtschaft. Verlag Paul Parey, Berlin, 1912.